# Donkeyboy
Donkeyboy – norweski zespół pop rockowy, który powstał w Drammen w 2005. W 2009 grupa wydała album pod nazwą "Caught in a Life", promowany przez single „Ambitions” oraz „Sometimes”. Poza Norwegią zespół zyskał popularność m.in. w Szwecji i Niemczech.

## Życiorys
W 2005 roku w norweskim mieście Drammen powstała grupa Donkeyboy. Kilka lat później doszło do podpisania kontraktu między zespołem a wytwórnią Warner Music. Norweska formacja doczekała się wydania debiutanckiego singla „Ambitions” w marcu 2009 roku. We wrześniu tego samego roku ukazało się jeszcze drugie nagranie składu – „Sometimes”.
W październiku 2009 roku został wydany pierwszy longplay Donkeyboy, zatytułowany „Caught In a Life”. W nagraniach panom towarzyszyła zwyciężczyni norweskiej edycji „Idola” – Linnea Dale. Po premierze debiutanckiego albumu, Donkeyboy, jako pierwszy norweski zespół w historii, zajmował dwa pierwsze miejsca w skandynawskich zestawieniach najlepszych singli.
W listopadzie 2009 roku grupa wyruszyła w trasę koncertową „Foot of the Mountain”, jako support przed formacją A-ha.
Utwory grupy Donkeyboy często nazywane są „przypominającymi melodyjnie piosenki Madonny z lat 80.”, a chórki w utworze „Ambitions” – opartymi na linii melodycznej „Billie Jean” Michaela Jacksona.

## Dyskografia
| Caught in a Life            | - Data: 19 października 2009 - Wydawca: Warner Music | 1 | —  | 6 |
| Silver Moon                 | - Data: 2 marca 2012 - Wydawca: Warner Music         | 2 | 35 | — |
| "—" album nie był notowany. |                                                      |   |    |   |

## Nagrody i wyróżnienia
| Rok  | Kategoria         | Tytułem                  | Nagroda          | Nota      | Źródło |
| ---- | ----------------- | ------------------------ | ---------------- | --------- | ------ |
| 2009 | Årets hit         | "Ambitions"              | Spellemannprisen | Laur      | [ 7 ]  |
| 2009 | Årets musikkvideo | "Ambitions"              | Spellemannprisen | Laur      | [ 7 ]  |
| 2009 | Årets nykommer    | Donkeyboy                | Spellemannprisen | Laur      | [ 7 ]  |
| 2009 | Popgruppe         | Caught in a Life         | Spellemannprisen | Nominacja | [ 7 ]  |
| 2012 | Årets hit         | "City Boy"               | Spellemannprisen | Nominacja | [ 7 ]  |
| 2014 | Årets hit         | "Crazy Something Normal" | Spellemannprisen | Nominacja | [ 7 ]  |